# Camissonia campestris
Camissonia campestris är en dunörtsväxtart som först beskrevs av Edward Lee Greene, och fick sitt nu gällande namn av John Earle Raven. Camissonia campestris ingår i släktet Camissonia och familjen dunörtsväxter.

## Underarter
Arten delas in i följande underarter:
- C. c. campestris
- C. c. obispoensis